# Horst Fischer (Psychologe)
Horst Fischer (* 15. September 1922 in Bielefeld; † 1. April 2015) war ein deutscher Psychologe und gilt als einer der Wegbereiter der Wirtschafts-, Arbeits- und Betriebspsychologie in Deutschland. Besonders hervorzuheben ist sein Engagement in der Entwicklung psychologischer Beratung und Diagnostik im wirtschaftlichen Kontext sowie seine bedeutenden Beiträge zur Normung und Professionalisierung der Wirtschaftspsychologie.

## Leben und Ausbildung
Horst Fischer wurde am 15. September 1922 in Bielefeld geboren. Während des Zweiten Weltkriegs diente er bei der Kriegsmarine und war unter anderem im Atlantik stationiert. Nach eigenen Angaben waren seine Kriegserfahrungen ein prägender Faktor für seine spätere Entscheidung, Psychologie zu studieren. Während seiner Kriegsgefangenschaft  in Kanada kam er erstmals mit sozialpsychologischen Phänomenen in Kontakt, was sein Interesse an der Psychologie weckte.
Nach dem Krieg begann Fischer 1947 das Studium der Psychologie an der Universität zu Köln. Ab 1949 setzte er seine akademische Ausbildung an der Universität Münster fort, wo er insbesondere durch die Lehren von Prof. Dr. Ernst Bornemann geprägt wurde. Unter dessen Einfluss entwickelte Fischer ein starkes Interesse an der Wirtschaftspsychologie und den damit verbundenen Fragestellungen.

## Beruflicher Werdegang
Im Jahr 1952 trat Fischer eine der ersten Stellen als Betriebspsychologe in der Industrie an und wurde bei der Mannesmann AG als erster Betriebspsychologe tätig. In dieser Funktion etablierte er eine Vielzahl psychologischer Dienstleistungen, die in den wirtschaftlichen Alltag integriert wurden, darunter Eignungsdiagnostik, Personalberatungen, Arbeitsanforderungsanalysen zur Erstellung von Anforderungsprofilen und Maßnahmen zur Aus- und Weiterbildung.
Neben seiner Tätigkeit in der Wirtschaft war Fischer auch als Prüfer bei der Industrie- und Handelskammer aktiv und übernahm Lehraufträge an verschiedenen Hochschulen, darunter an der Gesamthochschule Duisburg und der Universität Bonn.

## Engagement im Berufsverband und Normierung der Wirtschaftspsychologie
Fischer war bereits im Jahr 1952 dem Berufsverband Deutscher Psychologinnen und Psychologen (BDP) beigetreten. Von 1958 bis 1985 leitete er als erster Vorsitzender die Sektion Arbeits- und Betriebspsychologie des BDP. Unter seiner Leitung wurde 1958 die erste Versammlung dieser Sektion im Rahmen eines Kongresses in Mannheim organisiert.
Während seiner Amtszeit als Vorsitzender veröffentlichte die Sektion die „Grundsätze für die Anwendung psychologischer Eignungsuntersuchungen in Wirtschaft und Verwaltung“, die als Vorläufer der späteren DIN 33430 gelten, einer Norm für die Durchführung von Eignungsdiagnostik in beruflichen Kontexten.

## Herausforderungen und spätere Jahre
Ein Rückschlag in Fischers beruflicher Laufbahn war die Verabschiedung des Arbeitssicherheitsgesetzes im Jahr 1973, welches die arbeitspsychologische Beratung ausschließlich Betriebsärzten zusprach. Fischer setzte sich in der Folge vergeblich für die Anerkennung der Psychologie als eigenständige Fachdisziplin im Bereich der Arbeitssicherheit ein.
Auch nach seiner beruflichen Laufbahn blieb Fischer bis ins hohe Alter aktiv und engagiert. Unter anderem war er Vorsitzender eines Bridge-Clubs, in dem er zahlreiche Bridge-Turniere organisierte. Diese Leidenschaft begleitete ihn bis ins hohe Alter.

## Ehrungen und Auszeichnungen
Für seine herausragenden Leistungen auf dem Gebiet der Wirtschaftspsychologie und seinen Beitrag zur Entwicklung des Berufsstandes wurde Fischer mit der Goldenen Ehrennadel des Berufsverbands Deutscher Psychologinnen und Psychologen (BDP) ausgezeichnet. Darüber hinaus wird er als Ehrenvorstand der Sektion Arbeits- und Betriebspsychologie geführt. Fischer gilt als eine prägende Figur der deutschen Wirtschaftspsychologie, dessen Werk auch nach seinem Tod fortwirkt.

## Tod
Horst Fischer starb am 1. April 2015 im Alter von 92 Jahren. Sein Tod markierte das Ende einer langen Karriere, die durch bedeutende Beiträge zur psychologischen Forschung und Praxis geprägt war. Er wird heute als eine zentrale Persönlichkeit in der Entwicklung der Wirtschaftspsychologie in Deutschland erinnert.